# Trzeciakowce (obwód grodzieński)
Trzeciakowce (biał. Траццякоўцы, Tracciakoucy; ros. Третьяковцы, Trietiakowcy) – wieś na Białorusi, w obwodzie grodzieńskim, w rejonie lidzkim, w sielsowiecie Trzeciakowce (którego wbrew nazwie nie są siedzibą).

## Historia
W XIX i w początkach XX w. dwa folwarki, wieś i chutor położone w Rosji, w guberni wileńskiej, w powiecie lidzkim, w gminie Lida. Własność Kolesińskich.
W dwudziestoleciu międzywojennym wieś i folwark leżące w Polsce, w województwie nowogródzkim, w powiecie lidzkim, w gminie Lida. W 1921 wieś liczyła 107 mieszkańców, zamieszkałych w 18 budynkach, wyłącznie Polaków. 80 mieszkańców było wyznania rzymskokatolickiego i 27 prawosławnego. Folwark zaś liczył 39 mieszkańców, zamieszkałych w 2 budynkach, wyłącznie Polaków. 32 mieszkańców było wyznania rzymskokatolickiego i 7 prawosławnego.
Po II wojnie światowej w granicach Związku Sowieckiego. Od 1991 w niepodległej Białorusi.